# Kur- und Neumärkisches Ritterschaftliches Kreditinstitut

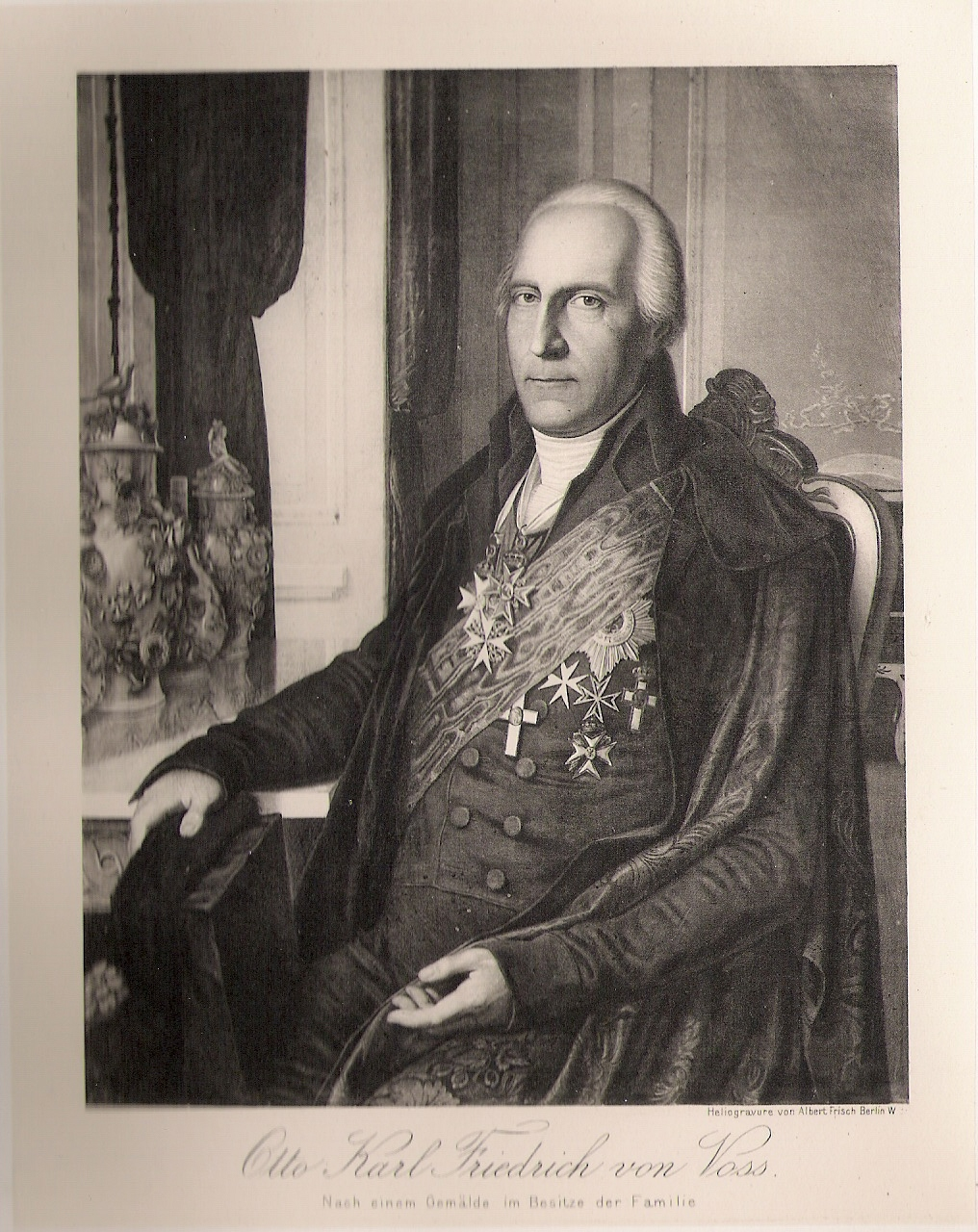
Otto von Voß-Buch, Geh. Staatsminister, Königlicher Commissarius, Präsident der Ritterschaftlichen Credit-Associationen, um 1796

Das Kur- und Neumärkische Ritterschaftliche Kreditinstitut, auch Kur- und Neumärkische Ritterschaftliche Kreditassoziation, war eine Pfandbriefbank, die seit 1777 in Brandenburg bestand. Sie hatte ihren Sitz in Berlin.

## Geschichte

### Gründung

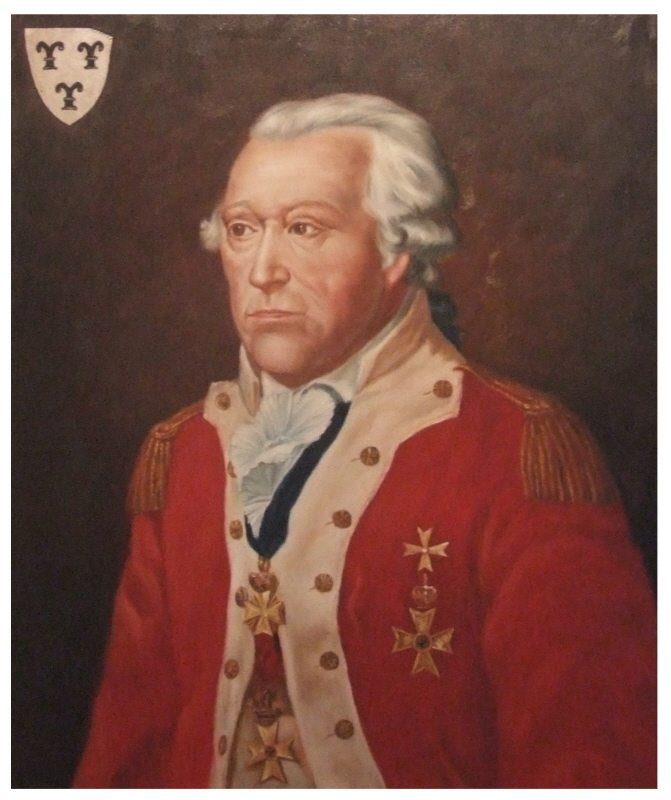
Ritterschaftsrat (Direktor der Mittelmark) Friedrich Eberhard von Rochow-Reckahn

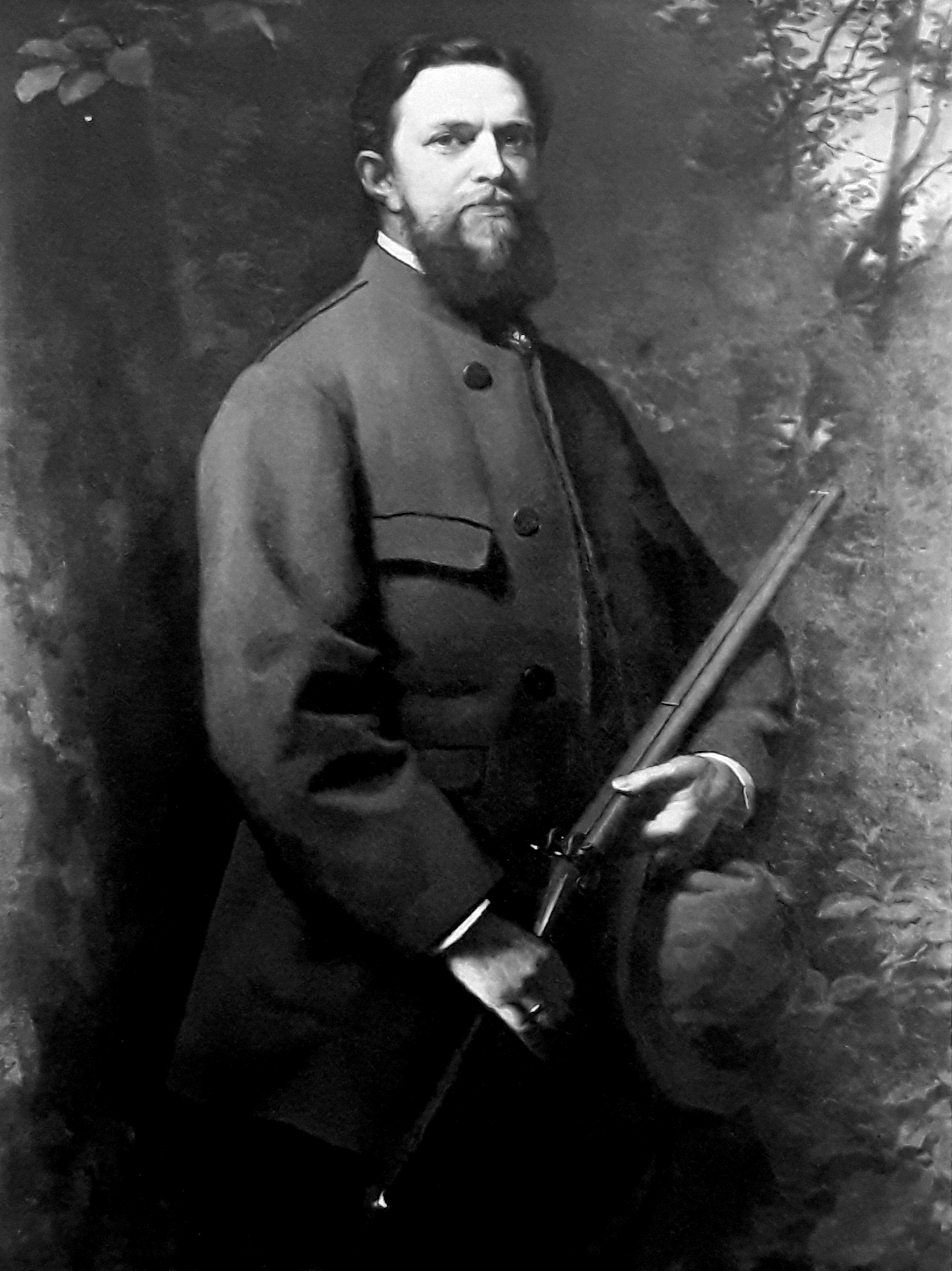
Porträt Ritterschaftsrat Alexander von Pfuel (1870) von Oskar Begas

Nach dem Vorbild der seit 1770 bestehenden Schlesischen Landschaft wurde am 14. Juni 1777 von den vereinigten Landesdeputierten der Kur- und Neumark Brandenburg das Ritterschaftliche Kreditwesen gestiftet. Es wurde jedoch nicht Landschaft genannt, da es sich nicht um einen Zwangsverband handelte. Dem Institut gehörten nur Rittergüter an, die tatsächlich einen Pfandbriefkredit erhalten hatten. Sobald ein Kredit getilgt war, schieden die Güter aus der Vereinigung und aus der mit der Mitgliedschaft verbundenen Haftung wieder aus. Mit der vorgesehenen freiwilligen und individuellen Mitgliedschaft einzelner Rittergutsbesitzer statt der Mitgliedschaft aller Kreiskorporationen, war die Absicht gescheitert, einen Bürgerschaftsverband der märkischen Ritterschaft zu gründen. Friedrich II. bestätigte das Chur- und Neumärkische Ritterschaftliche Credit-Reglement. Die ritterschaftliche Kreditassoziation versammelte sich unter dem Namen Kur- und Neumärkische Haupt-Ritterschafts Direktion in Berlin. Unter der Hauptdirektion in Berlin standen in den Hauptstädten jeder Provinz die Provinzialritterschaftsdirektionen. Die Hauptdirektion hatte einen Minister als Königlichen Kommissar zum Präsidenten der Versammlungen. Zum ersten Kommissar des Haupt-Ritterschafts-Direktionskollegiums wurde von Friedrich II. der Staatsminister Friedrich Christoph von Görne ernannt.
Zum Ritterschaftlichen Kreditwesen wurden gerechnet:
1. die Kur- und Neumärkische Ritterschafts-Assoziation und deren Haupt- und Provinzial-Direktion,
2. die Kur- und Neumärkische Haupt-Ritterschafts Direktion in Berlin,
3. die Altmärkische-Ritterschafts-Direktion, die sich in Stendal versammelte,
4. die Priegnitzsche Ritterschafts-Direktion, die sich in Perleberg versammelte,
5. die Mittelmärkische Ritterschafts-Direktion, die sich in Berlin im Kollegienhaus versammelte,
6. die Mittelmärkische Ritterschafts-Registratur in Berlin,
7. die Uckermärkische Ritterschafts-Direktion, die sich in Prenzlau versammelte,
8. die Neumärkische Ritterschafts-Direktion, die sich in Küstrin versammelte.

Das von diesen verschiedenen Kreditinstituten betriebene Kur- und Neumärkische Kreditwesen bestand darin, dass auf jedes Rittergut der halbe Wert desselben, oder etwas mehr, von dem Besitzer Schulden gemacht werden konnten und ein ganzer Verein der Ritterschaft haftete. Es wurden für die Schuld Pfandbriefe ausgegeben, für die 4 % Zinsen gezahlt wurden. Die Pfandbriefe konnten ungehindert gehandelt werden.
Funktionsträger der Einrichtung mit verschiedenen territorialen Aufgaben und Zuständigkeiten, sowohl als Ritterschaftsdirektor oder als Ritterschaftsrat, waren u. a.: Friedrich Eberhard von Rochow-Reckahn, Alexander Friedrich Georg von der Schulenburg, Thomas Philipp von der Hagen, Alexander von Kamecke-Prötzel, Heinrich Julius von Goldbeck, Carl Friedrich Gotthilf von Winterfeld-Menkin, Wolff Otto von Pannwitz-Schönfließ (1752–1802), Alexander von der Schulenburg-Trampe (1773–1850), Wilhelm von Knobelsdorff-Brenkenhoff, Heinrich von der Schulenburg-Beetzendorf-Apenburg (1766–1830), Friedrich von Calbo auf Grabow in der Prignitz, Heinrich Wilhelm George von Schlabrendorff-Waßmannsdorf, Christoph August von Bredow-Schwanebeck, der spätere Domherr Karl (Carl) Otto Friedrich Graf von Voß-Buch, Karl Detlof von Winterfeld-Kutzerow (1794–1867), Friedrich Digeon Baron von Monteton, Hermann Karl Julius von Rohr-Holzhausen (1799–1849), Eduard Hermann Scipio Graf von Haeseler-Blankenfelde (1799–1879), August Freiherr von Rheinbaben-Fritzschendorf (1785–1859) und sein Sohn Wilhelm Freiherr von Rheinbaben (1813–1891), Otto August Alexander von Rohr, genannt von Wahlen-Jürgaß (1810–1892), Jordan von Kröcher, Ludwig Gustav von Winterfeld-Damerow, Otto von Schuckmann-Rohrbeck (1824–1902), Alexander von Pfuel, Karl von Risselmann-Crussow, Gustav von Pfuel, Leopold von Buch Bernd von Arnim-Criewen, Friedrich Ludwig VII. von Rochow-Plessow, Ernst Wichard von Schuckmann-Raakow (1863–1926), Friedrich von Winterfeld-Neuendorf. Besonders einflussreich am Ende des 19. Jahrhunderts war Hermann von Klützow-Dedelow (1813–1902). Teilweise vertraten die Direktoren und Räte die Ritterschaft ihres Heimatkreises im Landtag.
In weiteren Fällen ist die Übernahme der Amtsgeschäfte eines Ritterschaftsrates vom Vater auf den Sohn dokumentiert, so bei Max Lucas von Cranach auf Kraazen, in Ostbrandenburg. Der Kommunalpolitiker Friedrich Wilke war auch einige Jahre für das Kreditinstitut tätig. Zu Beginn des 20. Jahrhunderts wirkte als Rat für Nordbrandenburg der Gutsbesitzer Günther von Freier-Hoppenrade (1852–1921), später als Direktor, und dann parallel Präsident der Deutschen Landwirtschafts-Gesellschaft. Haupt-Ritterschaftsdirektoren waren damals Karl von Arnim-Züsedom, Adolf von Kriegsheim-Barsikow und Joachim von Bredow-Pessin. In Ostbrandenburg wirkte für das Institut Bruno von Schuckmann. Im Kreis Ober-Barnim war Wilhelm Christiani sen. Ritterschaftsrat. Für die Region Uckermark zeichnete als Direktor der Gutsbesitzer Georg von Arnim-Suckow (1870–1945) zuständig. Rat für den Landkreis Lebus wurde nach 1918 Karl von Stünzner-Karbe. Im Landkreis Teltow ansässig war der Ritterschaftsrat Karl Koreuber-Fahlhorst. Letzter amtlicher Direktor war bis 1934 der Politiker Hans-Henning von Quast.

### Beziehungen zu anderen Institutionen

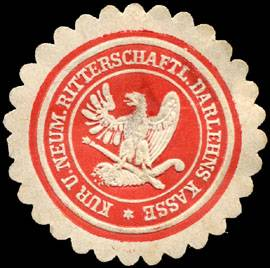
Kur- und Neumärkische Ritterschaftliche Darlehns-Kasse – Siegelmarke

Um auch den Eigentümern bäuerlicher Grundstücke Möglichkeiten zur Kreditaufnahme zu verschaffen, wurde neben dem Kur- und Neumärkischen Ritterschaftlichen Kreditinstitut 1869 das Neue Brandenburgische Kreditinstitut gegründet, das unter Verwaltung der Kur- und Neumärkische Haupt-Ritterschafts Direktion stand. 1873 wurde vom Kur- und Neumärkischen Ritterschaftlichen Kreditinstitut die Tochtergesellschaft Kur- und Neumärkische Ritterschaftliche Darlehnskasse gegründet. Im selben Jahr vereinigte sich das Kur- und Neumärkische Ritterschaftliche Kreditinstitut, zusammen mit sieben weiteren Landschaften (der Westpreußischen, der Neuen Westpreußischen, der Neuen Brandenburgischen, der Pommerschen, dem Pommerschen Land- und Kreditverband, der für die Ober- und Niederlausitz und der für die Provinz Sachsen) zu einer Zentrallandschaft. Der 1818 gegründete Mecklenburgische Ritterschaftliche Kreditverein hatte ähnliche Aufgaben, in vereinter Zuständigkeit für Mecklenburg-Schwerin und Mecklenburg-Strelitz, war aber nicht Teil dieses Gesamtverbandes.
Dieses Spitzeninstitut, die Central-Landschaft für die Preußischen Staaten (Berlin), diente gemeinsamen einheitlichen Pfandbriefemissionen und gab ebenfalls Pfandbriefe aus. Die von den einzelnen Landschaften gegründeten Landschaftlichen Banken gründeten 1925 die Central-Landschafts-Bank für die Preußischen Staaten als Spitzeninstitut. 1934 erfolgte eine Fusion des Kur- und Neumärkischen Ritterschaftlichen Kreditinstituts mit dem Neuen Brandenburgischen Kredit-Institut zur Märkischen Landschaft. Gleichzeitig betrieb die Kur- und Neumärkische Ritterschaftliche Darlehnskasse nur noch das Kommunalkreditgeschäft, die übrigen Aktiva und Passiva gingen auf die Landschaftliche Bank für Brandenburg (Central-Landschafts-Bank) über. Generallandschaftsdirektor bzw. Generallandschaftsrat der Märkischen Landschaft war, bis auf die Zeit als aktiver Offizier, Wedego Graf von Wedel. Als Rat fungierte seit 1927 Hans von Rochow-Stülpe, Besitzer des Familienfideikommiss Plessow, als Ritterschafts-Kommissar tituliert, u. a. für den Landkreis Zauch-Belzig, dem alten Department V. Der genannte Gutsbesitzer war zudem Domherr zu Brandenburg und Kurator der Ritterakademie. Seit 1879 wurden einundvierzig Räte bestimmt, via Wahl, zunächst auf sechs Jahre. Auf 1928 datiert nach den Unterlagen des Brandenburgischen Landeshauptarchivs die Berufung des Hans-Henning von Gersdorff-Cunersdorf (1886–1965), dem jüngsternannten Rat. Hauptberufliche Vertreter des Grafen Wedel-Gerzlow waren in Vertretung die Juristen Fritz Holland und Reichau, letzterer als Syndikus.

### Nach 1945
Ab 1945 bestanden nur noch die Kur- und Neumärkische Ritterschaftliche Darlehnskasse und die Märkische Landschaft als ruhende Institute (Altbanken). Beide wurden dann 1973, zusammen mit anderen Instituten, zur Berliner Pfandbrief-Bank zusammengefasst, aus der 1993 die Berlin Hyp wurde. Von 1954 bis 1970 waren verschiedene Berliner Bankdirektoren, wie Ernst von Roy, Fritz Richter, Helmut Gehlich und dann Wulf Rauno in Kiel, die gesetzlichen Vertreter der Märkischen Landschaft. Ihnen folgte der Jurist Harro Grotsch als Generallandschaftsyndikus.

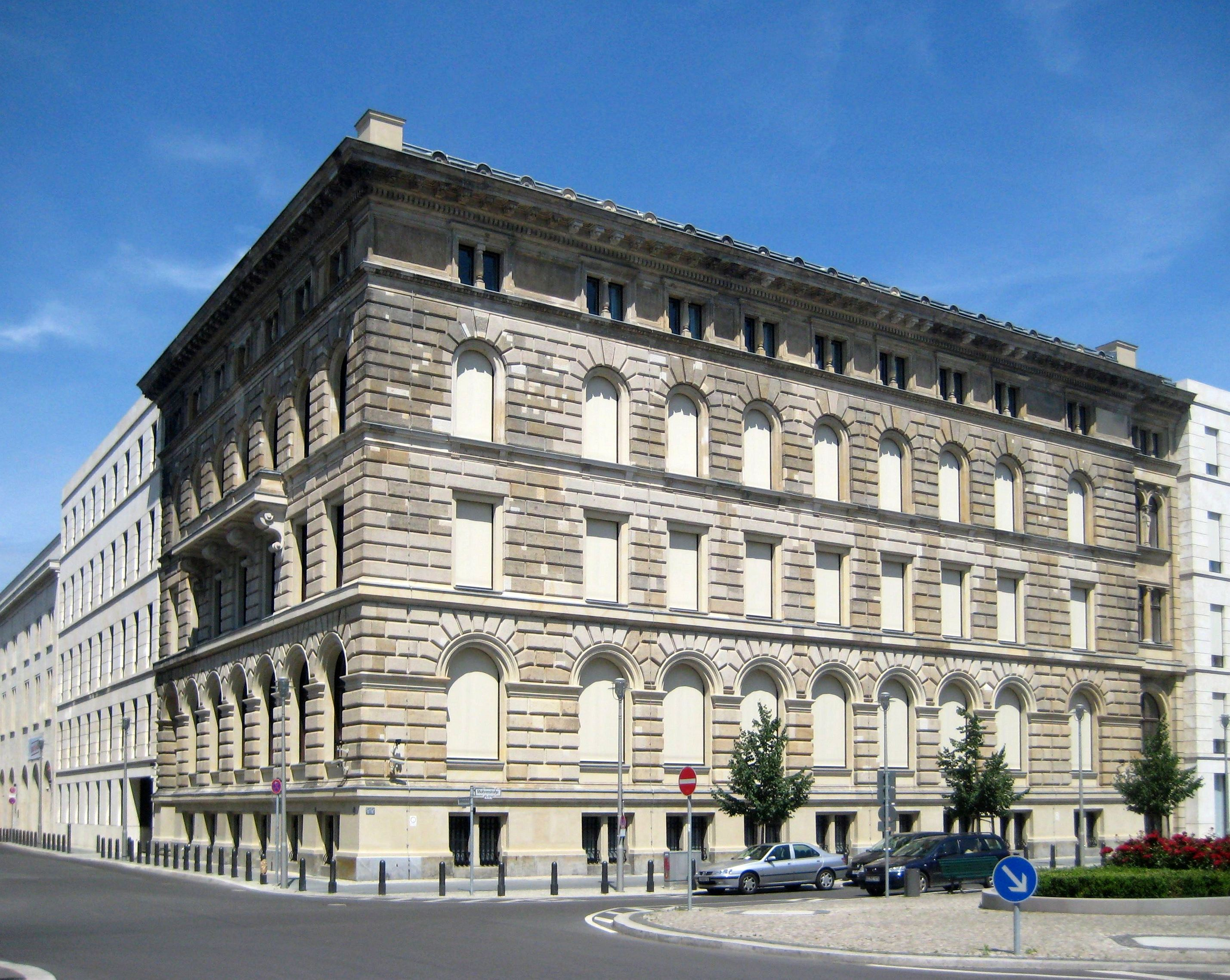
Ehemalige Kur- und Neumärkische Ritterschafts-Direktion, Mohren- Ecke Wilhelmstraße

## Standorte
Nachdem die Kur- und Neumärkische Haupt-Ritterschafts-Direktion verschiedene Standorte hatte, unter anderem in der Leipziger Straße Nr. 104 und von 1824 bis 1840 in der Neuen Friedrichstraße 22, bezog sie 1840 zusammen mit der Mittelmärkischen Ritterschafts-Direktion ein bereits um 1732 errichtetes Haus am Wilhelmplatz Nr. 6. 1890–1892 wurde auf diesem Grundstück ein Neubau im Stil eines Florentiner Renaissance-Palastes errichtet, der vom Königlichen Landbauinspektor Hermann Ditmar für das Kur- und Neumärkische Ritterschaftliche Kreditinstitut entworfen worden war. Ab 1873 war das Gebäude auch Sitz der Kur- und Neumärkischen Ritterschaftlichen Darlehnskasse, später auch der Central-Landschafts-Direktion, der Central-Landschafts-Bank, des Neuen Brandenburgischen Kreditinstituts, der Landschaftlichen Bank für Brandenburg (Central-Landschafts-Bank) und der Märkischen Landschaft.
Das im Zweiten Weltkrieg zu 50 Prozent zerstörte Gebäude wurde 1950 in vereinfachter Form wieder aufgebaut. Das Haus, nun Mohrenstraße 66, diente der Regierung der DDR von 1951 bis 1989 als Gästehaus. Von 1999 bis 2001 wurde es vom Bundesministerium für Gesundheit und der Vertretung des Landes Mecklenburg-Vorpommern beim Bund zwischengenutzt. Von 2006 bis 2007 wurde das denkmalgeschützte Gebäude nach Plänen der Architekten Josef Paul Kleihues und Norbert Hensel (* 1958) im Zuge der Süderweiterung des Bundesministeriums für Arbeit und Soziales umgebaut.